# Bawor von Strakonitz

Wappen der Bawor von Strakonitz

Die Bawor von Strakonitz (tschechisch Bavor ze Strakonic, auch Bavorové) waren ein böhmisches Adelsgeschlecht. Es erlosch 1404.

## Geschichte
Die Ursprünge der Bawor von Strakonitz reichen bis ins zwölfte Jahrhundert zurück, für das sie durch Wappen belegt sind. Diese wurden bei archäologischen Grabungen in der Nähe von Strakonitz gefunden. Weitere Wappen fand man auch auf der Burg Lauf und im Schloss Jindřichův Hradec.
- Bavarus de Strakonicz († 1167) ließ in der Mitte des 12. Jahrhunderts die Burg Strakonice errichten und war Landesältester in Böhmen. Er war vermutlich der Vater von Dlugomil und Johannes.

- Dlugomil de Strakonicz, war königlich böhmischer Mundschenk und Marschall. Er war vermutlich der Vater von Bavor I.

- Bavor I. († 1260), höchster Kämmerer und Burggraf von Zvíkov war ein Anhänger des Königs Přemysl Ottokar II. 1243 schenkte er einen Teil der Burg Strakonice dem Johanniterorden und trug so zum Prestige des Geschlechts bei.

- Bavor II. († 1313), ein Sohn Bavors I., war höchster Marschall. Als Zeichen der Verbundenheit bekam er Agnes/Anežka, eine nichteheliche Tochter des Königs Ottokar II. Přemysl zur Frau.[1] Erwarb Schloss Blatná und Pořešín und gründete Horažďovice. Seine drei Söhne waren Bavor III., Nikolaus und Wilhelm, die sich den väterlichen Besitz teilten.

- - Bavor III. († um 1318) siedelte auf Horažďovice und erwarb Prachin und Vitějovice hinzu. Er beschenkte das Kloster Goldenkron, wo er in der Klosterkirche eine Familiengruft erhielt. Zudem gründete er Bavorov. Er war mit Margarethe von Rosenberg, einer Tochter Heinrichs von Rosenberg, verheiratet und starb um 1318 kinderlos.

- - Nikolaus († 1318) erhielt Blatná. Er war Großprior der Johanniterkommende Strakonitz und ist der Vater von Bavor IV.

- - Wilhelm († um 1358) erhielt zunächst die Strakonitzer Güter. Er war mit Margarethe von Sternberg verheiratet. Nach dem Tode seines Bruders Bavor III. erbte er auch Bavorov und Horažďovice.
- Bavor IV., genannt Bašek von Blatná († um 1381) erbte zunächst die väterliche Herrschaft Blatná. Nach dem Tode seines Onkels Wilhelm fiel ihm auch dessen Besitz zu. Seine Söhne waren Břeněk und Jan.
- Břeněk († 1404) erbte die Güter Bavors IV. Er starb ohne männliche Nachkommen. Erben seines Besitzes wurden die Lev von Rosental, da sein Bruder Jan als fahrender Ritter in der Fremde verschollen war.

In der zweiten Hälfte des 14. Jahrhunderts verloren die Bawor von Strakonitz an Bedeutung. Anfang des 15. Jahrhunderts erlosch das Geschlecht mit Břeněks Tod. In Strakonice herrschten die Ritter des Johanniterordens, die Burg und Stadt Blatná erhielten die Lev von Rosental.